# Штурман
 Шту́рман  (нід. stuurman, від stuur — кермо і man — людина) — фахівець із водіння надводних кораблів, літаків, або підводних човнів, батискафів та деяких інших транспортних засобів.
На посаду штурмана призначаються особи з досвідом морської або льотної справи, офіцери у військовому флоті. На кораблях штурман зазвичай прокладає курс руху, визначає положення судна, обчислює переміщення і зазначає пересування на карті, а також стежить за справною роботою навігаційних приладів. У торговельному флоті штурман виконує обов'язки помічника капітана і є фахівцем з водіння судна.